# Erik Seidel
Erik Seidel (New York, 6 novembre 1959) è un giocatore di poker statunitense, dal 2010 ammesso nel Poker Hall of Fame.

## Biografia
Erick Seidel comincia ad appassionarsi alle carte negli anni settanta al Mayfair Club, sala da gioco di backgammon a New York, dove il poker aveva scarso successo. Si avvicina al Poker durante un viaggio a Las Vegas dove inizia a conoscere le prime strategie di gioco; tuttavia non si dedica completamente al poker sino al 1985, quando perde il lavoro di trader a causa del fallimento della società in cui era impiegato.
Per partecipare al Main Event delle WSOP 1988, Seidel gioca 9 tornei satellite da 1.000$ di buy-in ma, non riuscendo a qualificarsi, decide di pagare l'intera somma di $10.000 del buy-in. Giungendo quindi al tavolo finale, si ritrova in Heads-Up contro Johnny Chan, campione in carica. La mano finale, che consegnò la vittoria a Chan del secondo mondiale di fila, è presente nel film Rounders come esempio di mano perfetta. Il secondo posto porta a Seidel un premio di $280.000.
Dopo il Main Event del 1988, Seidel inizia a frequentare assiduamente i tavoli high-stakes ed a partecipare ogni anno alle WSOP di Las Vegas. Proprio nelle WSOP vanta la vittoria di 8 braccialetti e 88 piazzamenti a premi
Nel 2008 si aggiudica un titolo WPT nel torneo $10.000 Foxwoods Poker Classic 2008 vincendo $879.028.
Nel 2010 arriva nell'Heads-Up finale del National Heads-Up Poker Championship 2010 ma è sconfitto da Annie Duke. Durante il torneo sconfigge nell'ordine; Huck Seed, David Williams, Chris Moneymaker, Peter Eastgate e Scotty Nguyen. Il premio per il secondo posto ottenuto è di $250.000.
Nel 2011 riesce a vincere il National Heads-Up Poker Championship per $750.000 di premio, sconfiggendo; Allen Cunningham, Jennifer Harman, Phil Gordon, Vanessa Selbst, Andrew Robl e nell'ultimo Heads-Up Chris Moneymaker. 
Sempre nel 2011 vince il "A$250.000 Super High Roller No Limit Hold'em" ed arriva terzo nel "A$100.000 + 500 No Limit Hold'em", entrambi eventi dell'Aussie Millions del 2011, vincendo rispettivamente $2.472.555 e $618.139. Nello stesso anno conquista anche il "$100.000 Super High Roller Event" di Las Vegas per un primo premio da $1.092.780. Solo nel 2011, le sue vincite ammontano ad oltre $6.500.000.
Nel 2015 ottiene la vittoria del "€98.000 + 2.000 No Limit Hold'em - Super High Roller" di Monte Carlo, conquistando il primo premio di €2.015.000.
Nel 2016 mette a segno tre ITM al Grand Final EPT di Montecarlo compreso un 2º posto e il 29 maggio alla vigilia delle WSOP 2016 conclude al terzo posto il Super High Roller Bowl dell'Aria Resort & Casino per $2.400.000.
Le vincite lorde totali di Seidel superano i $29.000.000.

## Braccialetti delle WSOP
| Edizione | Torneo                                                                   | Premio (US$) |
| -------- | ------------------------------------------------------------------------ | ------------ |
| 1992     | $2.500 Limit Hold'em                                                     | $168.000     |
| 1993     | $2.500 Omaha 8 or better                                                 | $94.000      |
| 1994     | $5.000 Limit Hold'em                                                     | $210.000     |
| 1998     | $5.000 Deuce to Seven Draw                                               | $132.700     |
| 2001     | $3.000 No Limit Hold'em                                                  | $411.300     |
| 2003     | $1.500 Pot Limit Omaha                                                   | $146.100     |
| 2005     | $2.000 No Limit Hold'em                                                  | $611.795     |
| 2007     | $5.000 World Championship No-Limit Deuce to Seven Draw Lowball con rebuy | $538.835     |

## Titoli WPT
| Edizione | Torneo                         | Premio (US$) |
| -------- | ------------------------------ | ------------ |
| 2008     | $10.000 Foxwoods Poker Classic | $992.890     |